# ۱۶۴۱۳ ابوالغازی
سیارک ۱۶۴۱۳ ابوالغازی (به انگلیسی: 16413 Abulghazi، نامگذاری: 1987BA2) شانزده هزار و چهارصد و سیزدهمین سیارک کشف شده‌است که در ۲۸ ژانویه ۱۹۸۷ کشف شد.
قدر مطلق سیارک برابر ۵۱.۲ است.
این سیارک به افتخار ابوالغازی بهادر خان تاریخ‌نگار و از خان‌های خانات خیوه نام‌گذاری شده‌است.